# Vetenskapsåret 1908

## Händelser

### Arkeologi
- 7 augusti - En 30 000 år gammal skulptur, som föreställer en fruktbarhetsgudinna och blir känd som "Venus från Willendorf", hittas i en by i Österrike [1].

### Astronomi
- Okänt datum - En mycket stor meteorit, som även antas vara kärnan av en liten komet, exploderar ovanför ett träskområde i norra Sibirien, Ryssland [2].

Okänt datum - *Philibert Jacques Melotte upptäcker Pasiphae, en av Jupiters månar.

### Kemi
- Okänt datum - Heike Kamerlingh Onnes kondenserar helium.
- Okänt datum - Kikunae Ikeda upptäcker natriumglutamat, kemikalien bakom smaken på umami.[3]

### Teknik
- Okänt datum - T-Forden lanseras.

## Pristagare
- Darwinmedaljen: August Weismann
- Nobelpriset: [4]
  - Fysik: Gabriel Lippmann
  - Kemi: Ernest Rutherford
  - Fysiologi/medicin: Ilja Metjnikov och Paul Ehrlich
- Wollastonmedaljen: Paul Heinrich von Groth [5]
- Copleymedaljen: Alfred Russel Wallace
- De Morgan-medaljen: James Whitbread Lee Glaisher
- Murchisonmedaljen: Albert Charles Seward

## Födda
- 22 januari – Lev Landau, sovjetisk fysiker.
- 30 maj – Hannes Alfvén, svensk fysiker.

## Avlidna
- 11 april – Adolph Mayer, 69, tysk matematiker.
- 25 augusti – Henri Becquerel, fransk fysiker.
- 27 november – Albert Gaudry, 81, fransk geolog och paleontolog.

### Fotnoter
1. ↑  100 år med Aftonbladet – 1908, 1999
2. ↑  Så funkar universum, James Muirden
3. ↑  ”Kikunae Ikeda Sodium Glutamate”. History of Industrial Property Rights. Japan Patent Office. 18 oktober 2002. Arkiverad från originalet den 28 oktober 2007. https://web.archive.org/web/20071028131520/http://www.jpo.go.jp/seido_e/rekishi_e/kikunae_ikeda.htm. Läst 12 november 2010.
4. ↑  ”Nobelpriset”. http://nobelprize.org/nobel_prizes/lists/all/index.html. Läst 10 april 2011.
5. ↑  ”Geological Society”. Arkiverad från originalet den 5 juni 2011. https://web.archive.org/web/20110605102217/http://www.geolsoc.org.uk/gsl/society/history/page750.html. Läst 13 april 2011.